# Śliwin (przystanek kolejowy)
Śliwin – stacja gryfickiej kolei wąskotorowej w Śliwinie, w województwie zachodniopomorskim, w Polsce.